# Cobbler (cocktail)

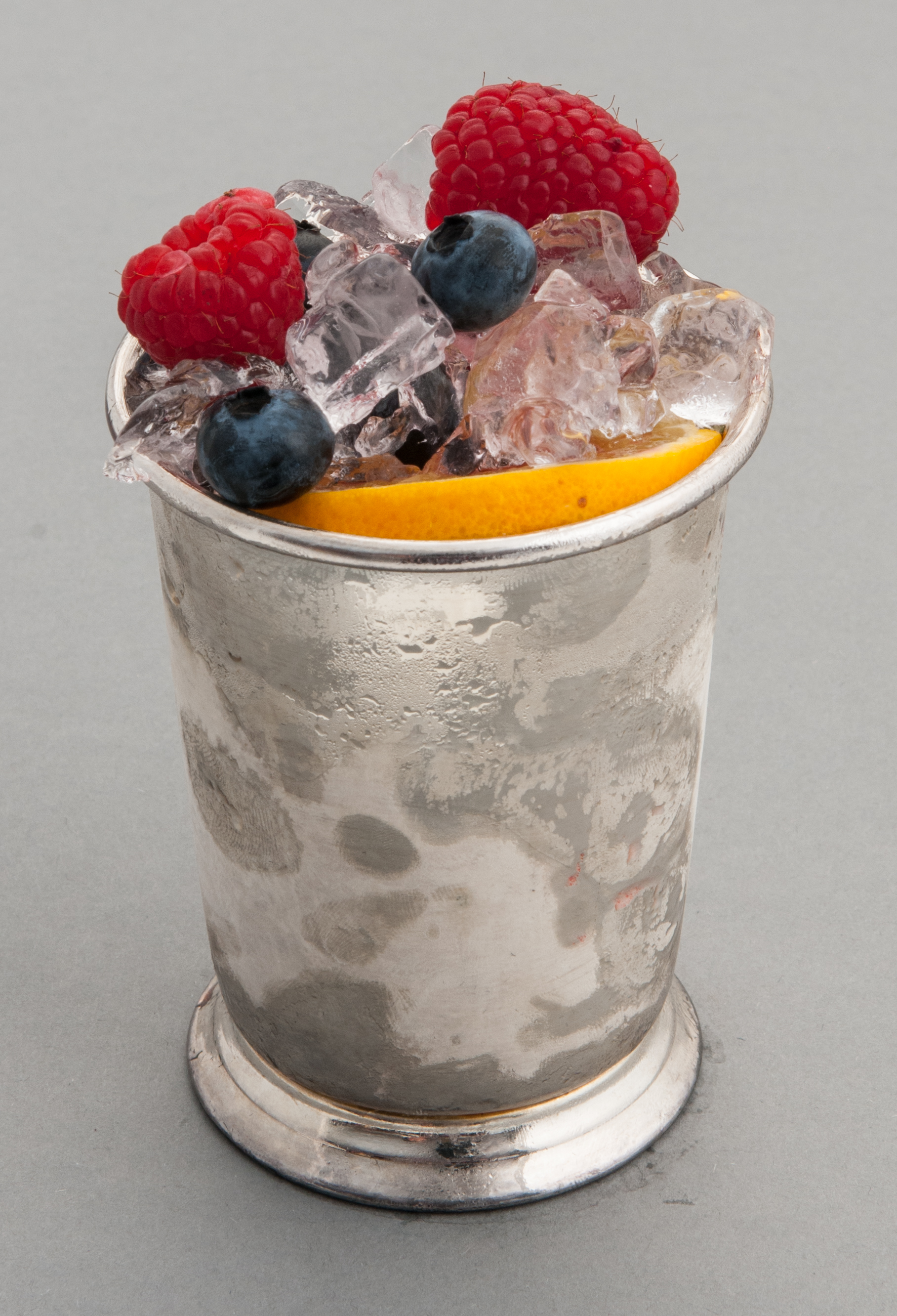

Il Cobbler è una bevanda che prende il nome dalla parola inglese cobbler che significa ciabattino; pare infatti che sia stato un ciabattino nei primi dell'Ottocento ad ideare tale bevanda, a base di acqua con vino.
Col passare degli anni i gusti sono cambiati, ed oggi il Cobbler è diventato un long drink estivo leggermente alcolico, realizzato con liquori assortiti, ghiaccio tritato, frutta fresca e bevande sodate e con una ricca decorazione di frutta.